# 2018年美國參議院選舉
2018年美國參議院選舉于2018年11月6日举行，参议院100个席位中第一组的33个席位将进行改选，以及二个補選席位。获胜者将成为第116届美国国会的参议员，他们的六年任期至2025年1月3日。此次选举包括民主党的26个席位与共和党的9个席位。参议院选举与2018年美国众议院选举、州长选举及其他许多地方选举同日举行。共和黨在此次選舉中增加席位並保持對參議院的控制權。